# جوسایا رویس
جوسایا رویس (انگلیسی: Josiah Royce؛ ۲۰ نوامبر ۱۸۵۵ – ۱۴ سپتامبر ۱۹۱۶) فیلسوف ایدئالیست عینی آمریکایی و بنیان‌گذار ایدئالیسم آمریکایی بود.